# Pokémon LEGENDS 아르세우스
《Pokémon LEGENDS 아르세우스》는 2022년 1월 28일에 출시된 포켓몬스터 시리즈의 비디오 게임이다. 게임 프리크가 개발하고, 포켓몬 컴퍼니와 닌텐도가 닌텐도 스위치를 플랫폼으로 하여 발매된 프리퀄 작품이다. 2006년 발매된 《포켓몬스터DP 디아루가·펄기아》의 주 배경인 신오지방의 과거, 히스이지방을 배경으로 한다. 포켓몬스터 시리즈 25주년 기념 영상과 함께 2022년 1분기 출시가 확정되었었다.

## 게임플레이
포켓몬스터 비디오 게임 시리즈 최초로 오픈 월드 탐색 방식을 채택했다. 스타팅 포켓몬은 성도지방의 브케인, 알로라지방의 나몰빼미, 하나지방의 수댕이로 설정됐다.

## 포켓몬
스타팅
풀, 비행 타입: 나몰빼미
물 타입: 수댕이
불 타입: 브케인
환상
풀/풀 비행 타입: 쉐이미
악 타입: 다크라이
노말 타입: 아르세우스
물 타입: 피오네
물 타입: 마나피
전설
강철, 드래곤 타입: 디아루가
물, 드래곤 타입: 펄기아
고스트, 드래곤 타입: 기라티나
전기, 비행 타입: 볼트로스
비행 타입: 토네로스
땅, 비행 타입: 랜드로스
페어리, 비행 타입: 러브로스
에스퍼, 페어리 타입: 크레세리아
불꽃, 강철 타입: 히드런
에스퍼 타입: 유크시
에스퍼 타입: 아그놈
에스퍼 타입: 엠라이트
노말 타입: 레지기가스
새로 추가된 포켓몬
벌레, 바위 타입 : 사마자르
노말, 에스퍼 타입: 신비록
노말, 땅 타입: 다투곰
물, 고스트 타입: 대쓰여너
격투, 독 타입: 포푸니크
악, 독 타입: 장침바루
비행, 페어리 타입: 러브로스
리전폼
가디
윈디
포푸니
블레이범
대검귀
모크나이퍼
찌리리공
붐볼
워글
크레베이스
조로아
조로아크
침바루
미끄네일
미끄래곤
드레디어

## 개발
《Pokémon LEGENDS 아르세우스》는 2021년 2월 26] 포켓몬 25주년 기념 행사에서 《포켓몬스터 브릴리언트 다이아몬드·샤이닝 펄》와 함께 동시 공개됐으며, 《다이아몬드·펄》의 이전 이야기를 다루는 프리퀄이 될 것이라 발표했다. 개발은 게임프리크가 담당하며, 이는 기존 《포켓몬스터》 본가 시리즈와는 달리 회사 최초로 액션 롤플레잉 게임 하위장르로 제작한 게임이다.

## 웹 애니메이션
《눈 석이는 보라》(일본어: 雪ほどきし二藍)란 타이틀로, 2022년 5월 18일부터 6월 22일까지 유튜브 포켓몬 공식 채널에서 착신했다. 히스이지방을 배경해 오리지널 스토리로, 전 3화이다.

## 같이 보기
- 《포켓몬스터 브릴리언트 다이아몬드·샤이닝 펄》
- 《포켓몬스터 시리즈》

### 내용주
1. ↑  영어: Pokémon LEGENDS Arceus 일본어: Pokémon LEGENDS アルセウス

### 참조주
1. ↑  “First came Sinnoh remakes. Then came Sinnoh pre-makes.”. 《Twitter》 (영어). Pokémon. 2021년 2월 26일. 2021년 2월 26일에 원본 문서에서 보존된 문서. 2021년 2월 26일에 확인함.
2. ↑  “Game Freak | Works”. 《gamefreak.co.jp》. Game Freak. 1–3쪽. 2021년 3월 9일에 원본 문서에서 보존된 문서. 2021년 3월 9일에 확인함.
3. ↑  “ポケモン『アルセウス』WEBアニメ、5月より全3話公開　出演は内山昂輝・釘宮理恵・小山力也”. 《ORICON NEWS》. oricon ME. 2022년 4월 26일. 2022년 4월 26일에 확인함.